# 尾上博美
尾上 博美（おのえ ひろみ、1970年4月1日 - ）は、日本の女優、起業家。神奈川県出身。本名、旧芸名は中里 博美。身長161cm、体重47kg。血液型はO型。夢工房所属。以前は東宝芸能に所属していた。

## 人物
杏林大学卒業。特技は日本舞踊。
2008年に株式会社花を設立。和ランジェリーブランド「Wafure」代表。

## 出演
※は中里 博美名義。

### 映画
- プルメリアの伝説 天国のキッス（1983年） - 早坂真理子※
- 女刑事RIKO 聖母の深き淵（1998年） - 陶山麻里※
- 生きたい（1999年）
- 三文役者（2000年）
- ひとりね（2002年）
- パーク アンド ラブホテル（2007年） - 北島愛子
- クライマーズ・ハイ（2008年） - 編集局局員（機報部）

### テレビドラマ
- 東中学3年5組（1984年） - 村島君枝※
- 宮本武蔵（1984年） - 巫女※
- 木曜ゴールデンドラマ「今年も見せます!鶴は千年、亀は万年」（1991年）※
- ママ走れ!（1992年）※
- デパート!秋物語（1992年） - 河合麻里※
- お姉さんの朝帰り（1994年）※
- HOTEL 第4シリーズ 第5話（1995年5月11日、TBS） - 森川理恵※
- 君を想うより君に逢いたい（1995年） - 内藤良子※
- ガラスの仮面2 第9話（1998年6月8日、テレビ朝日）※
- 合い言葉は勇気
- ドラマ新銀河（NHK）
  - 赤ちゃんが来た（1994年） - 細谷照美
- 和泉教授夫妻シリーズ2 湯布院殺人事件 - 板坂みち子
- 大岡越前
- 温泉 (秘) 大作戦1
- QP（美咲大三の妻）
- グッドライフ〜ありがとう、パパ。さよなら〜 - リポーター
- ケータイ刑事 銭形零2
- 外科医柊又三郎
- 京都百人一首殺人事件
- 警視庁・内偵監察官 桜沢葵の事件簿
- 三匹が斬る!
- 女帝
- 新・京都祇園芸妓シリーズ 都おどり殺人事件
- スカイハイ2
- 絶対零度
- たったひとりの反乱
- ダブルスコア - リポーター
- ナースのお仕事4
- 花嫁とパパ
- 名奉行 遠山の金さん
- 義経 - 日舞の踊り手

### 特撮
- 仮面ライダーシリーズ
  - 仮面ライダー龍騎 第2話「巨大クモ逆襲」（2002年） - 母親 ※
  - 仮面ライダー555 第34話「真実の姿」、第37話「カイザの正義」（2003年） - 児童施設職員
- ウルトラシリーズ
  - ウルトラQ dark fantasy 第1話「踊るガラゴン」（2004年） - 松崎知子
  - ウルトラマンマックス 第18話「アカルイセカイ」（2005年） - 母親
  - ウルトラマンメビウス 第45話「デスレムのたくたみ」（2007年） - 母親
- 怪奇大作戦 セカンドファイル 第1話「ゼウスの鉄爪（ひきがね）」（2007年） - 施設職員

### その他
- はてな・サイエンス（お姉さん）※

### 舞台
- アンの愛情※
- 風流深川唄※
- 女の橋
- 紅弁天部隊 上海へいく
- 午後の遺言状
- 地雷を踏んだらさようなら
- 筒井ワールド9

### Vシネマ
- 人妻処刑人

### CM
- タイヤ館
- ハウス食品・「めざめるカラダ朝カレー」
- パナソニック・セットトップボックス
- ピップエレキバン
- ムヒソフト